# Stefan Konstantinow
Stefan Konstantinow Konstantinow, bułg. Стефан Константинов Константинов (ur. 2 stycznia 1966 w Sofii) – bułgarski lekarz, w latach 2010–2012 minister zdrowia.

## Życiorys
Ukończył szkołę średnią w Kiustendile, a w 1989 studia medyczne na uczelni przekształconej później w Uniwersytet Medyczny w Sofii. Uzyskał specjalizację w zakresie ginekologii i położnictwa, a w 2012 magisterium w zakresie zdrowia publicznego na macierzystej uczelni. Pracował w szpitalu w Kiustendile, w latach 1996–2002 był lekarzem w Tunezji. Powrócił następnie do szpitala w Kiustendile, w latach 2009–2010 był członkiem rady dyrektorów tej placówki. Działacz Bułgarskiego Związku Lekarskiego, w latach 2008–2009 pełnił funkcję przewodniczącego oddziału regionalnego, a następnie do 2010 wiceprezesa krajowych struktur organizacji.
W październiku 2010 objął urząd ministra zdrowia w rządzie Bojka Borisowa. Zrezygnował ze stanowiska w marcu 2012. Później do 2016 zatrudniony w szpitalu uniwersyteckim „Majczin Dom” w Sofii. W 2017 został dyrektorem uniwersyteckiego specjalistycznego szpitala onkologicznego w Sofii.